# Renato Neto
Renato Cardoso Porto Neto (Camacan, 1991. szeptember 27. –) brazil labdarúgó, a Deinze játékosa.

## Pályafutása
Renato Neto a karrierjét Santa Catarinában kezdte, az Academia Catarinense de Futebol csapatában. 16 évesen igazolt a portugál Sporting csapatába.
Renato Neto 2009. május 24-én debütált a Sporting első osztályában játszó csapatában, ahol a 86. percben Derlei cseréjeként került játékba és 4 percet játszott. A mérkőzést a Sporting nyerte 3–1-re.
2012-ben a Videoton csapatába került kölcsönjátékosként.
2012 decemberében megegyezett a Sporting és a Gent, hogy a tavaszi idénytől már a belga csapatnál folytatja pályafutását fél évig. A 2014–15-ös szezontól végleg a KAA Gent játékosa lett és a szezon végén megnyerték a bajnokságot. 2017 nyarán szerződtetni akarta az angol Brighton & Hove Albion csapata, de az orvosi vizsgálatokon megbukott. A következő idényt sérülés miatt kihagyta.
2019. május 20-án egy évre aláírt a Oostende csapatához. 2020. augusztus 12-én a Deinze szerződtette.

## Sikerei, díjai
- KAA Gent
  - Belga bajnok: 2014–15

## Fordítás
Ez a szócikk részben vagy egészben  a   Renato Neto című angol Wikipédia-szócikk ezen változatának fordításán alapul.  Az eredeti cikk szerkesztőit annak laptörténete sorolja fel. Ez a jelzés csupán a megfogalmazás eredetét és a szerzői jogokat jelzi, nem szolgál a cikkben szereplő információk forrásmegjelöléseként.